# Вук Трнавски
Вук Трнавски (Доња Трнава, 1917 — Београд, 10. август, 2000) је псеудоним српског новинара и песника Вука Лазаревића. Рођен у Доњој Трнави код Ниша. Новинарством је почео да се бави пред Други светски рат у Радио Београду, као дописник из источне Србије. Учесник је Народноослободилачког рата. Као песник сарађивао је са поратним књижевним листовима и часописима. Ухапшен због Резолуције ИБ у лето 1949. године. На Голом отоку остао је до пред крај 1950. године. По повратку из логора радио је као сарадник-репортер у Политици. Писао је репортаже о људима. Носилац је награде Удружења новинара Србије.